# Le Secret de Ji
Le Secret de Ji est un cycle de fantasy écrit par l'écrivain français Pierre Grimbert. Il comporte neuf livres originellement rassemblés en quatre volumes publiés en 1996 et en 1997 par les éditions Mnémos. Il s'agit de la première des trois parties que compte le Cycle de Ji. L'œuvre a ensuite été révisée par l'auteur et rééditée en une intégrale de deux volumes en 1999 puis en un seul volume en 2012 par le même éditeur. Le cycle a été traduit en tchèque, en allemand et en anglais, ainsi qu'en néerlandais récemment (2014)

## Résumé
Il y a cent dix-huit ans, Nol l’Étrange visita chacun des royaumes du monde connu afin de leur demander de choisir un émissaire, parmi les plus sages, pour l'accompagner dans un mystérieux voyage. Il invita les sages désignés à le rejoindre sur l'île Ji où tous disparurent mystérieusement. Deux lunes passèrent avant que les émissaires ne reviennent… Mais ils n'étaient plus que sept, blessés pour la plupart, et ils gardèrent le silence sur ce voyage.
Tandis que le monde oublia, les sages prirent l'habitude de se réunir régulièrement avec leurs descendants pour célébrer cet événement. Les anciens moururent avec leur secret et les descendants perpétuèrent cette tradition en se réunissant tous les trois ans près de l'île Ji.
Tandis que la réunion des héritiers approche, les tueurs fanatiques Züu se mettent à les éliminer un à un. Les survivants vont rapidement comprendre que le commanditaire des Züu cherche à effacer toute trace du voyage mystérieux des anciens. Mais pourquoi ? Pour le découvrir les héritiers vont devoir percer à leur tour le secret de Ji…

## Personnages principaux
Dans l'ordre d'apparition :
- Léti, nièce de Corenn
- Bowbaq du clan de l'Oiseau, Arque pacifique et Erjak (possède la faculté de communiquer avec les animaux)
- Corenn, Mère du Matriarcat de Kaul, magicienne et tante de Léti
- Reyan de Kercyan, noble de Lorelia et acteur
- Yan, ami de Léti et futur apprenti-magicien
- Grigán Derkel de Griteh, guerrier Ramgrith
- Lana, Maz du culte d'Eurydis

## Publications et traductions

### Éditions françaises
Le Secret de Ji a d'abord été publié par Mnémos sous la forme d'une tétralogie en format poche :
1. Six héritiers (1996)
2. Le Serment orphelin (1996)
3. L'Ombre des anciens (1997)
4. Le Doyen éternel (1997)

Il a ensuite été réédité par Mnémos en une version révisée par l'auteur sous la forme d'une intégrale de deux volumes en grand format :
1. Le Secret de Ji - Volume 1 (1999)
2. Le Secret de Ji - Volume 2 (1999)

Cette nouvelle édition en deux volumes a été publié en format poche par J'ai lu en 2003.
France Loisirs l'a publié sous la forme d'une tétralogie en format poche en 2006. Les Éditions Baam ! ont également commencé à le publier sous la forme d'une tétralogie, mais ils n'ont publiés que les deux premiers volumes avec des bonus inédits en 2011 avant de disparaître.
Il a été réédité par Mnémos en une intégrale grand format :
- Le Secret de Ji - Intégrale (2012)

### Éditions internationales
Le Secret de Ji a été traduit dans plusieurs langues.
En tchèque par Talpress :
- Tajemstvi Ostrova Ji

1. Šest dědiců (2004)
2. Zbytečná přísaha (2004)
3. Stín předků (2005)
4. Věčný stařec (2005)

En allemand par Heyne :
- Die Magier

1. Gefährten des Lichts (2008)
2. Krieger der Dämmerung (2008)
3. Götter der Nacht (2008)
4. Kinder der Ewigkeit (2008)

En anglais par Amazon Crossing :
- The Secret of Ji

1. Six Heirs (2013)
2. The Orphans' Promise (2013)

En néerlandais par Luitingh-Sijthoff :
- Het geheim Van Ji

1. De erfgenamen (2014)
2. De verbroken belofte (2015)
3. De schaduw van het verleden (2015)

## Récompenses
- 1997 - Prix Julia-Verlanger - Six Héritiers (Secret de Ji 1)[4]
- 1997 - Prix Ozone du meilleur roman de fantasy francophone - Six Héritiers (Secret de Ji 1)[4]